# Jóhann Páll Árnason
Jóhann Páll Árnason (* 1940 Dalvík) je islandský sociolog a filosof, který se zabývá srovnávacím studiem civilizací. Přednášel na několika evropských univerzitách a téměř třicet let byl profesorem sociologie na australské La Trobe University. Od roku 2007 přednáší na Fakultě humanitních studií UK, v současné době je hostujícím profesorem v Centru globálních studií, společném pracovišti Filosofického ústavu AV ČR a Filozofické fakulty UK v Praze.

## Vědecká činnost
V letech 1960-1966 vystudoval filosofii a historii na Univerzitě Karlově v Praze, po studijním pobytu na Istituto Gramsci v Římě získal 1970 doktorát na univerzitě ve Frankfurtu a pak přednášel sociologii na heidelberské a bielefeldské univerzitě, kde se roku 1975 habilitoval. V letech 1975-2003 byl profesorem sociologie na australské La Trobe University v Melbourne a hostoval v německém Institutu Maxe Plancka (1979-1980), na francouzské École des hautes études en sciences sociales (EHESS), na Švédském kolegiu pro pokročilá studia v sociálních vědách v Uppsale (1999-2000), v italském institutu EUI (2002-2003) a na Lipské univerzitě (2004-2005). Dále hostoval na Univerzitě Karlově v Praze, na Uppsalské univerzitě v Uppsale a na frankfurtské univerzitě.
Árnasona zpočátku silně ovlivnila kritická teorie frankfurtské školy a později zejména srovnávací studium civilizací Shmuela Eisenstadta. Zabýval se zejména japonskou, antickou řeckou a islámskou civilizací, teoriemi modernity a globalizace, civilizačními konflikty, nacionalismem a otázkami kolektivní identity.
Napsal šest monografií v němčině a v angličtině a podílel se na 18 dalších. Publikoval v řadě časopisů, byl redaktorem časopisu Thesis Eleven.

## Dílo
česky
- Civilizační analýza : Evropa a Asie opět na rozcestí, Praha : Filosofia 2009, ISBN 978-80-7007-307-0
- Historicko-sociologické eseje, Praha : Slon 2010, ISBN 978-80-7419-027-8

anglicky
- The Future that Failed: Origins and Destinies of the Soviet Model, London, Routledge, 1993.
- Social Theory and Japanese Experience: The Dual Civilization, Kegan Paul International, London, 1997.
- The Peripheral Centre: Essays on Japanese History and Civilization. Trans Pacific Press, Melbourne, 2002.
- Civilizations in Dispute: Historical Questions and Theoretical Traditions. Brill, Leiden, 2003.
- Edited, with Björn Wittrock: Eurasian Transformations, Tenth to Thirteenth Centuries: Crystallizations, Divergences, Renaissances. Brill, Leiden, 2004.
- Edited, with S. N. Eisenstadt and Björn Wittrock: Axial Civilizations and World History. Brill, Leiden, 2005.
- Edited, with Natalie J Doyle: Domains and Divisions of European History, Liverpool University Press, Liverpool, 2010.
- Edited, with Kurt A, Raaflaub: The Roman Empire in Context: Comparative and Historical Perspectives, Blackwell, Malden/MA 2010.

německy
- Zwischen Natur und Gesellschaft, Köln, Europäische Verlagsanstalt, 1976.
- Praxis und Interpretation, Frankfurt, Suhrkamp Verlag, 1988, 1990.